# Wolfgang Lazius

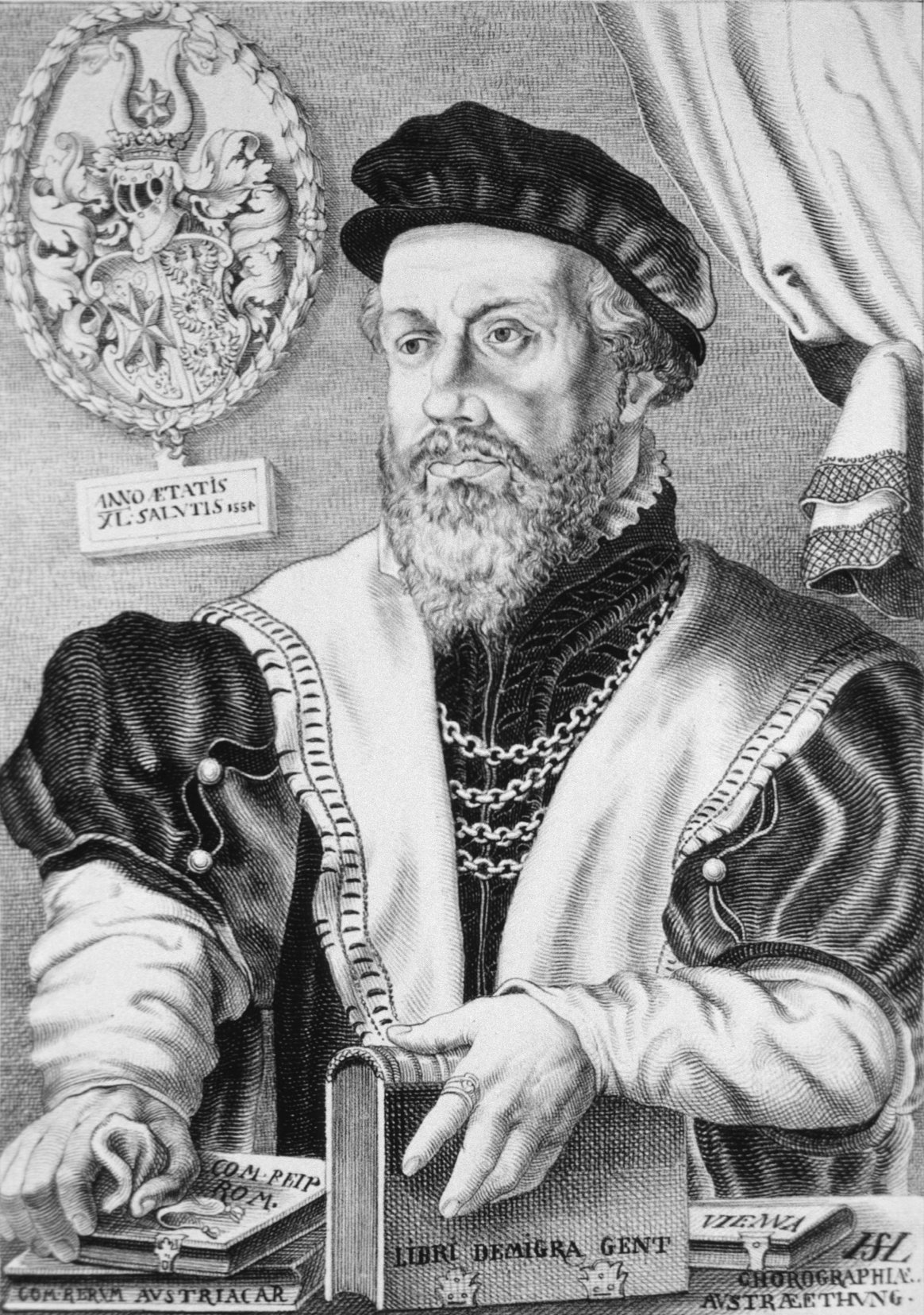
Wolfgang Lazius, Porträt von Hanns Lautensack (1554)

Wolfgang Lazius, eigentlich Wolfgang Laz (* 31. Oktober 1514 in Wien; † 19. Juni 1565 ebenda) war ein humanistischer Gelehrter. Er verfasste die erste gedruckte Stadtgeschichte Wiens und fertigte als Kartograf eine Landbeschreibung Ungarns an. Er war Professor der Medizin an der Universität Wien und kaiserlicher Leibarzt von Ferdinand I.

## Leben und Wirken
Der Sohn des aus Stuttgart stammenden Doktors der Medizin und der Philosophie Simon Laz studierte in Wien und Ingolstadt ebenfalls Philosophie und Medizin. In Ingolstadt erwarb er den Doktortitel. Ab 1530 praktizierte er in Wiener Neustadt. 1536 wurde er Lektor an der Universität Wien und ging dann als Militärarzt nach Ungarn. Ab 1541 wurde er Professor an der Medizinischen Fakultät der Universität Wien und wurde achtmal Dekan und zweimal Rektor.
Er fertigte eine Reihe einzelner Karten von Österreich und Ungarn an (1545–1556) und endlich einen ganzen Atlas „Typi chorographici Austriae“ (1561), für den er die Karten selbst gravierte. Schließlich wurde er Leibarzt Kaiser Ferdinands I. und Vorsteher der kaiserlichen Sammlungen. Er unternahm Reisen zur Sammlung wissenschaftlicher Unterlagen. Er erhielt den Adelstitel und konnte sich von nun an Wolfgang von Lazius nennen. Er verfasste die erste Geschichte der österreichischen Hauptstadt Wien und hinterließ bedeutende thematische Karten, von Bayern und vom Rhein (1545), Griechenland (1558) und Peloponnes (1558).
Sein Grabstein befindet sich in der Peterskirche in Wien, die er in den Jahren 1555 bis 1557 auf eigene Kosten renovieren ließ. Die Inschrift lautet:
Dem hochachtbaren, edlen, überaus berühmten und mit höchster Bildung ausgestatteten Mann, Herrn Wolfgang Lazius aus Wien, Doktor der Philosophie und der Medizin, und ranghöchstem Professor des hochberühmten Wiener Gymnasiums, Rektor und kaiserlicher Superintendent und der heiligen kaiserlichen Majestät Ferdinand sehr erfahrener Historiograph, gestorben am 19. Juni 1565, errichtet seligen Angedenkens 1686.
Lazius' nicht unbedeutende Bibliothek wurde nach seinem Tod mit der kaiserlichen vereinigt.
1982 wurde die Laziusstraße in Wien-Liesing nach ihm benannt.

## Werke
- Vienna Austriae. Rerum Viennensium commentarij in quartuor libros distincti. Basel 1546 (erste Stadtgeschichte Wiens)
- Commentariorum Reipublicae Romanae illius in exteris provinciis bello acquisitis constitutae libri XII. Basel 1551
- Des Khunigreichs Hungern sampt seinen eingeleibten Landen grundtliche und warhafftige Chorographica beschreybung. Wien: Zimmermann, 1556
- De aliquot gentium migrationibus sedibus fixis, reliquiis, linguarumque, initiis (et) immutationibus ac dialectis. Basel: Off. Oporiniana, 1557 (über die Völkerwanderung)
- Typi chorographici provinciae Austriae cum explicatione earundem pro commentariis rerum austriacarum concinnati. Wien: Zimmermann, 1561 (ältester österreichischer Atlas)